# New York New Jersey Rail

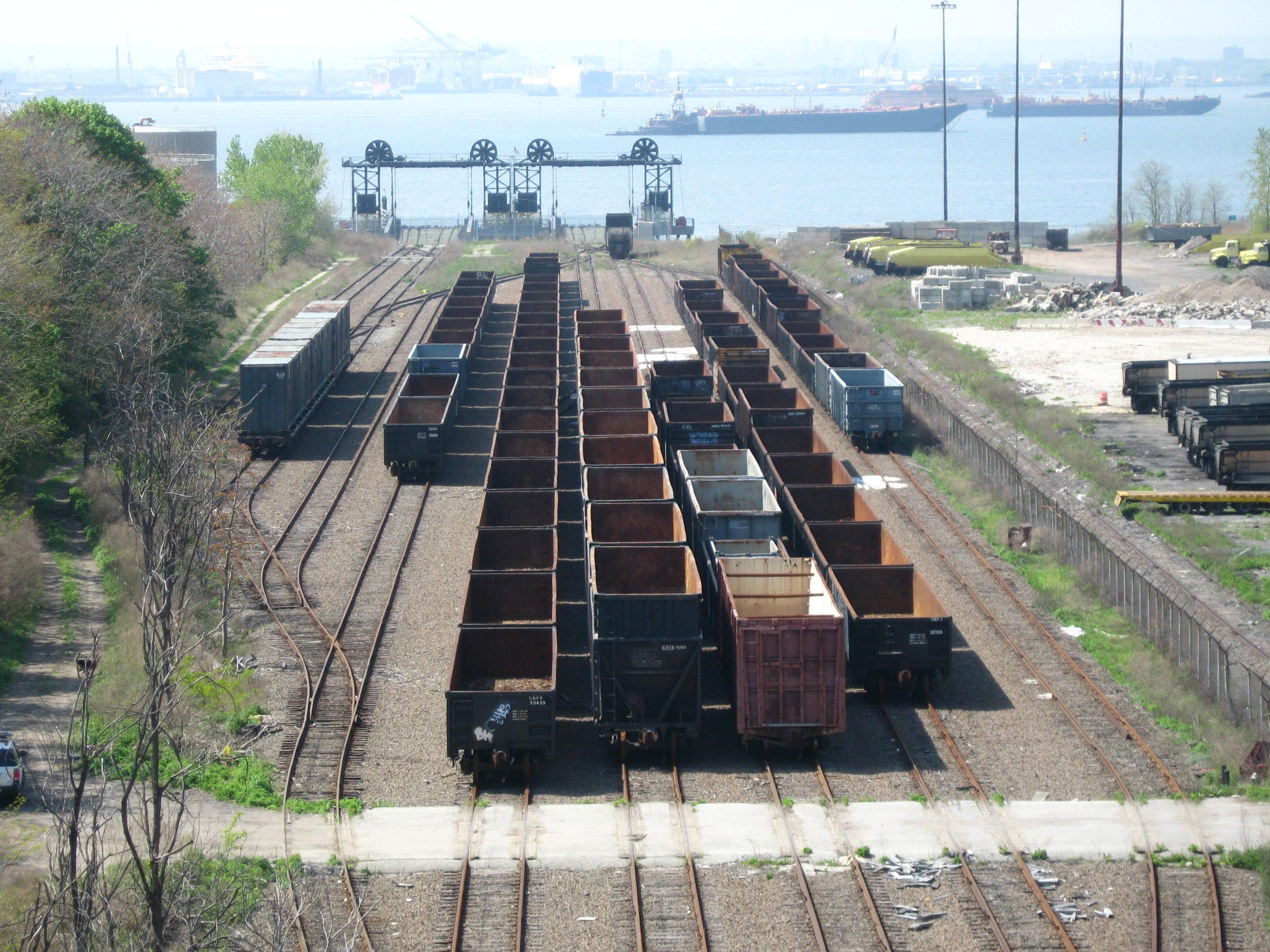
NYNJ tågfärjebangård i Bay Ridge

New York New Jersey Rail, LLC (NYNJ) är ett järnvägsbolag i New York som sköter godstrafiken för tåg över Hudsonfloden med tågpråmar eller tågfärjor. Fram till 2006 skötte New York Cross Harbor Railroad (NYCH) transporten men gick i konkurs och blev uppköpta av Mid Atlantic New England Rail, LLC. 